# Mediearkeologi
Mediearkeologi är en inriktning inom medieforskningen. Mediearkeologin syftar till att undersöka nya mediekulturer genom att studera äldre fysiska former av media och praktiker, gärna det bortglömda och/eller märkliga.

## Bakgrund
Många av de centrala teorierna inom mediearkeologin härstammar från New Film History, en inriktning inom filmvetenskapen som bland annat lägger fokus på filmer och material som tidigare förbisetts i filmhistorien. På samma sätt lägger man inom mediearkeologin fokus på annat än textbaserade medier, sådant som kanske inte fått så stor uppmärksamhet tidigare av andra medieforskare.
Mediearkeologin menar att det inte existerar några ”döda” medier. När nya medier introduceras för användarna lever de gamla medierna kvar i nya kontexter med nya användare. De gamla medierna lever också vidare genom de nya mediernas praktiker.
Det finns stora likheter mellan mediearkeologin och steampunk-rörelsen. Gemensamt för de båda är sättet att se på 1800-talet som inledningen på vår moderna tidsålder, med allt vad det innebär av vetenskap, tekniska framsteg och kapitalistisk media. De har också gemensamt synen på gamla och nya mediers parallellitet, samt att man gärna lyfter upp bortglömda medier eller medier som aldrig realiserades. De båda rör sig i gränslandet mellan teknik, vetenskap och konst.

## Influenser
När medier ändras är det en spegling av ett samhälle i förändring. Forskaren Jussi Parikka, som är en frontfigur inom medieforskningen, menar att mediearkeologin bör ta avstamp någonstans mellan historien och vår tid. Parikka själv anger Michel Foucault och Friedrich Kittler som de två mest inflytelserika teoretikerna för inriktningen.
Eftersom arkivet är en plats där mediearkeologin kan utövas i praktiken, problematiserar Parikka arkivet som begrepp och som medium.

## Materialitet
Den fysiska representationen är avgörande inom mediearkeologin. Den fysiska representationen är något som agerar, som driver utvecklingen framåt och något som låter oss kommunicera över tid och rum. Detta är varför mediearkeologerna intresserar sig för gamla media. De ger en insikt i äldre tiders uppfattningar och sinnesvärld. Genom att studera äldre medier när de var nya kan man också granska och ifrågasätta nya mediers unicitet.